# Willem Augustus van Brunswijk-Harburg
Willem Augustus van Brunswijk-Harburg (Harburg, 15 maart 1564 - aldaar, 30 maart 1642) was van 1603 tot aan zijn dood hertog van Brunswijk-Harburg. Hij behoorde tot het huis Welfen.

## Levensloop
Willem Augustus was de oudste zoon van hertog Otto II van Brunswijk-Harburg en diens tweede echtgenote Hedwig, dochter van graaf Enno II van Oost-Friesland.
Willem werd beschouwd als een geleerd man en was net zoals zijn vader een trouwe aanhanger van het lutheranisme. In 1575 werd hij rector aan de Universiteit van Rostock en later zette hij zijn studies voort aan de Universiteit van Leipzig. In 1582 ondernam hij een grand tour door Frankrijk en Engeland en ging daarna samen met zijn broers aan de universiteit van Helmstedt studeren. In 1594 deed hij opnieuw een grand tour, ditmaal door Duitsland, Polen, Zwitserland, Italië, Nederland, Denemarken en Lijfland. Tijdens zijn reizen hield Willem Augustus een dagboek bij.
Na het overlijden van zijn vader in 1603 werd Willem samen met zijn broers Christoffel en Otto III hertog van Brunswijk-Harburg. Nadat zijn broers kinderloos gestorven waren, regeerde Willem Augustus van 1641 tot aan zijn dood in 1642 alleen.
In 1618 begon Willem aan de bouw van het paleis van Moisburg. Na het overlijden van hertog Frederik Ulrich van Brunswijk-Wolfenbüttel erfde hij in 1634 eveneens het Graafschap Hoya. 
In 1642 overleed Willem Augustus ongehuwd en kinderloos. Zijn erfenis werd vervolgens verdeeld tussen hertog Frederik van Brunswijk-Lüneburg en hertog August van Brunswijk-Wolfenbüttel.

## Voorouders
| Voorouders van Willem Augustus van Brunswijk-Harburg | Voorouders van Willem Augustus van Brunswijk-Harburg                              | Voorouders van Willem Augustus van Brunswijk-Harburg                              | Voorouders van Willem Augustus van Brunswijk-Harburg                              | Voorouders van Willem Augustus van Brunswijk-Harburg                              | Voorouders van Willem Augustus van Brunswijk-Harburg                                    | Voorouders van Willem Augustus van Brunswijk-Harburg                                    | Voorouders van Willem Augustus van Brunswijk-Harburg                              | Voorouders van Willem Augustus van Brunswijk-Harburg                              |
| ---------------------------------------------------- | --------------------------------------------------------------------------------- | --------------------------------------------------------------------------------- | --------------------------------------------------------------------------------- | --------------------------------------------------------------------------------- | --------------------------------------------------------------------------------------- | --------------------------------------------------------------------------------------- | --------------------------------------------------------------------------------- | --------------------------------------------------------------------------------- |
| Overgrootouders                                      | Hendrik I van Brunswijk-Lüneburg (1468-1532) ∞ Margaretha van Saksen (1469-1528)  | Hendrik I van Brunswijk-Lüneburg (1468-1532) ∞ Margaretha van Saksen (1469-1528)  | ? (–) ∞ ? (-)                                                                     | ? (–) ∞ ? (-)                                                                     | Edzard I van Oost-Friesland (1461–1528) ∞ Elisabeth van Rietberg-Arnsberg (1470 - 1512) | Edzard I van Oost-Friesland (1461–1528) ∞ Elisabeth van Rietberg-Arnsberg (1470 - 1512) | Johannes XIV van Oldenburg (–) ∞ Anna van Anhalt-Zerbst (-)                       | Johannes XIV van Oldenburg (–) ∞ Anna van Anhalt-Zerbst (-)                       |
| Grootouders                                          | Otto III van Brunswijk-Lüneburg (1495-1549) ∞ Meta von Campe (-1580)              | Otto III van Brunswijk-Lüneburg (1495-1549) ∞ Meta von Campe (-1580)              | Otto III van Brunswijk-Lüneburg (1495-1549) ∞ Meta von Campe (-1580)              | Otto III van Brunswijk-Lüneburg (1495-1549) ∞ Meta von Campe (-1580)              | Enno II van Oost-Friesland (1505–1540) ∞ Anna van Oldenburg (1501-1575)                 | Enno II van Oost-Friesland (1505–1540) ∞ Anna van Oldenburg (1501-1575)                 | Enno II van Oost-Friesland (1505–1540) ∞ Anna van Oldenburg (1501-1575)           | Enno II van Oost-Friesland (1505–1540) ∞ Anna van Oldenburg (1501-1575)           |
| Ouders                                               | Otto II van Brunswijk-Harburg (1528-1603) ∞ Hedwig van Oost-Friesland (1535-1616) | Otto II van Brunswijk-Harburg (1528-1603) ∞ Hedwig van Oost-Friesland (1535-1616) | Otto II van Brunswijk-Harburg (1528-1603) ∞ Hedwig van Oost-Friesland (1535-1616) | Otto II van Brunswijk-Harburg (1528-1603) ∞ Hedwig van Oost-Friesland (1535-1616) | Otto II van Brunswijk-Harburg (1528-1603) ∞ Hedwig van Oost-Friesland (1535-1616)       | Otto II van Brunswijk-Harburg (1528-1603) ∞ Hedwig van Oost-Friesland (1535-1616)       | Otto II van Brunswijk-Harburg (1528-1603) ∞ Hedwig van Oost-Friesland (1535-1616) | Otto II van Brunswijk-Harburg (1528-1603) ∞ Hedwig van Oost-Friesland (1535-1616) |
| Willem Augustus van Brunswijk-Harburg (1564-1642)    |                                                                                   |                                                                                   |                                                                                   |                                                                                   |                                                                                         |                                                                                         |                                                                                   |                                                                                   |